# Игнатьев, Лодиар Никифорович
Лодиар Никифорович Игнатьев (23 апреля 1936, Шемонаиха, КазАССР — 27 мая 2012, Алма-Ата) — советский хоккеист с мячом и футболист, защитник; тренер по хоккею с мячом, хоккею на траве и футболу. Мастер спорта СССР по хоккею с мячом (1961).

## Биография
Родился 23 апреля 1936 года в посёлке Шемонаиха Восточно-Казахстанской области Казахской АССР (сейчас город в Казахстане).

### Спортивная карьера
Играл в футбол и хоккей с мячом на позиции защитника.
В футболе в 1963—1970 годах выступал в классе «Б» и чемпионате Казахской ССР за АДК из Алма-Аты. Параллельно играл за АДК в чемпионате Казахской ССР по хоккею с мячом. Обе команды становились чемпионами республики. Параллельно был спортивным инструктором Алма-Атинского домостроительного комбината.
В хоккее с мячом в 1954—1958 годах играл за «Трудовые резервы» из Караганды. В 1958—1962 годах защищал цвета алма-атинского «Буревестника» / СКИФа, в 1962 году — кемеровского «Шахтёра», в 1963—1965 годах — алма-атинского «Динамо». В 1968 году выступал за карагандинский «Автомобилист», в 1973—1974 годах — за карагандинский «Литейщик». Провёл в чемпионатах СССР не более 96 матчей, забил не менее 19 мячей. В 1959 году стал чемпионом Всесоюзных студенческих игр.

### Тренерская карьера
Начал тренерскую карьеру в футболе: в 1968—1969 годах был тренером АДК. В 1967—1973 годах работал заместителем директора спорткомплекса АДК.
В 1973—1975 годах тренировал выступавший в хоккее с мячом карагандинский «Литейщик».
В 1975—1980 годах тренировал команды по хоккею с мячом и хоккею на траве алма-атинского «Динамо», добившись с ними значительных успехов. В хоккее с мячом «Динамо» в 1977 году выиграло чемпионат СССР и Кубок европейских чемпионов, а также трижды завоёвывало серебро чемпионата страны (1976, 1978—1979). В хоккее на траве алма-атинцы пять раз завоёвывали золото чемпионата СССР (1975—1979) и один раз серебро (1980), в 1977 году стали бронзовыми призёрами Межконтинентального кубка. В 1979 году под маркой сборной Казахской ССР «Динамо» выиграло хоккейный турнир летней Спартакиады народов СССР.
В 1980—1982 годах был тренером и старшим тренером женской команды по хоккею на траве «Колос» из Борисполя, в сезоне-82 довёл её до финала Кубка СССР.
В 1983 году тренировал «Динамо» из Ирпеня, выигравшее чемпионат Украинской ССР по футболу. В 1983—1986 годах был директором стадиона «Динамо» в Ирпене.
Мастер спорта СССР по хоккею с мячом (1961). Заслуженный тренер Казахской ССР по хоккею с мячом (1977).
С 1996 года на пенсии.
Умер 27 мая 2012 года в Алма-Ате после тяжёлой продолжительной болезни. Похоронен на Бурундайском кладбище Алма-Аты.